# 함창중학교
함창중학교(咸昌中學校)는 대한민국 경상북도 상주시 함창읍 증촌리에 위치한 사립 중학교이다.

## 학교 연혁
- 1948년 1월 11일 : 재단법인 함창중학원 설립 인가, 초대 이사장 김재천 선생 취임, 함창 초급 중학교(수업연한 3년 6학급) 설립인가
- 1948년 2월 5일 : 함창초급중학교 개교, 초대 교장 김한종 선생 취임
- 1949년 4월 1일 : 교명을 함창중학교로 개칭, 수업연한 4년 8학급으로 개편
- 1951년 7월 12일 : 교육법 개정으로 4년제 및 3년제 졸업식 거행
- 1952년 4월 4일 : 재단법인 함창교육재단으로 개편인가, 이사장 김재천 선생 취임, 함창고등학교 설립인가(6학급)
- 1964년 2월 27일 : 학교법인 함창교육재단으로 개편 인가
- 1964년 11월 4일 : 함창중학교 2학급 증설인가(15학급)
- 1993년 8월 25일 : 강당 준공(107평, 500명 수용)
- 1995년 1월 30일 : 학생 생활관 준공(4개실 60평)
- 1999년 11월 10일 : 급식실 준공(146.5m2)
- 2001년 12월 22일 : 제3대 이사장 주대중 선생 취임
- 2003년 3월 2일 : 기숙사 준공(689.4m2, 지상2층)
- 2004년 3월 24일 : 함창중학교 교사동 준공(1,741.5m2, 지상 3층)
- 2004년 9월 20일 : 함창중·고등학교 ‘청람(靑藍)도서관’ 개관(203m2)
- 2011년 12월 27일 : 상주상무 U-15 함창중 축구부 창단
- 2013년 10월 10일 : 선진형 교과교실제 실시
- 2018년 3월 2일: 특수학급 1학급 신설
- 2023년 3월 1일 : 제15대 교장 김규하 선생 취임
- 2024년 1월 31일 : 함창중학교 제75회 졸업식 (졸업생 50명, 누계 12,027명)
- 2024년 3월 4일 : 2024학년도 입학식 (신입생 60명)

## 참고 자료
- 함창중학교 - 한국교육학술정보원 학교알리미